# Lhenice
Lhenice (en allemand : Elhenitz) est un bourg (městys) du district de Prachatice, dans la région de Bohême-du-Sud, en République tchèque. Sa population s'élevait à 2 109 habitants en 2024.

## Géographie
Lhenice se trouve à 7 km au sud-ouest de Netolice, à 12 km à l'est de Prachatice, à 25 km à l'ouest de České Budějovice et à 123 km au sud-sud-ouest de Prague.
La commune est limitée par Hracholusky, Netolice, Lužice et Babice au nord, par Chvalovice, Záboří et Brloh à l'est, par Ktiš au sud, et par Chroboly, Mičovice et Nebahovy à l'ouest.

## Histoire
La première mention écrite du village date de 1283.

## Administration
La commune se compose de neuf sections :
- Dolní Chrášťany (cs)
- Horní Chrášťany (cs)
- Hoříkovice (cs)
- Hrbov (cs)
- Lhenice
- Třebanice (cs)
- Třešňový Újezdec (cs)
- Vadkov (cs)
- Vodice (cs)

## Transports
Par la route, Lhenice se trouve à 18 km de Prachatice, à 27 km de Ceské Budejovice et à 155 km de Prague.

## Honneur
L'astéroïde (40206) Lhenice porte son nom.